# 2548 Лелуар
2548 Лелуар (2548 Leloir) — астероїд головного поясу, відкритий 16 лютого 1975 року.
Тіссеранів параметр щодо Юпітера — 3,320.